# Wilhelm-Jost-Gedächtnismedaille
Die Wilhelm-Jost-Gedächtnismedaille wird seit 1993 jährlich für international ausgewiesene Wissenschaftler in physikalischer Chemie verliehen. Dazu gründete Heinrich Röck mit der Akademie der Wissenschaften zu Göttingen eine Stiftung, die den Preis  auf Vorschlag der Deutschen Bunsengesellschaft verleiht. Der Preis ist mit einer Vorlesung verbunden, die in Göttingen, der Wirkungsstätte des Namensgebers Wilhelm Jost.

## Preisträger
- 1993 Ernst Ulrich Franck, Karlsruhe
- 1994 Hermann Schmalzried, Hannover
- 1995 Gerhard M. Schneider, Ruhr-Universität Bochum
- 1996 Klaus-Heinrich Homann, TH Darmstadt
- 1997 Klaus Funke
- 1998 Bogdan Baranowski, Warschau
- 1999 Rudolph A. Marcus, Pasadena
- 2000 Hans-Joachim Werner, Stuttgart
- 2001 A. Welford Castleman, Pennsylvania State University
- 2002 Ian W. M. Smith, Birmingham
- 2003 Pierre J. Van Tiggelen, Louvain-La-Neuve
- 2004 Martin Quack, Zürich
- 2005 Klaus Dieter Becker, Braunschweig
- 2007 Joachim Maier, Stuttgart
- 2009 Charles K. Westbrook, Livermore, Kalifornien
- 2010 Manfred Martin, Aachen
- 2011 Götz Eckold, Göttingen
- 2012 Katharina Kohse-Höinghaus, Bielefeld
- 2013 Richard N. Zare, Stanford
- 2014 Alexander Wokaun, Villigen, Schweiz
- 2015 Friedrich Temps, Kiel
- 2016 Jürgen Janek, Gießen
- 2017 Jürgen Fleig, Wien
- 2019 Matthias Olzmann, Karlsruhe
- 2020 Marsha Lester, Philadelphia
- 2024 Nils Hansen, Livermore, Kalifornien[2]